# Yodaí-e Nader az Simín
Yodaí-e Nader az Simín —en persa: جدایی نادر از سیمین‎—, conocida en español como Nader y Simín, una separación en España, La separación en Argentina y Una separación en México— es una película dramática iraní del año 2011 que escribió y dirigió Asghar Farhadi; los protagonistas son Leila Hatami, Payman Maadi, Shahab Hosseini, Sareh Bayat y Sarina Farhadi. Su argumento se centra en una pareja iraní de clase media que se separa, y las intrigas que se generan después de que el marido contrate a una cuidadora de clase baja para su padre.
Asghar Farhadi escribió el guion basado tanto en la ficción como en un conjunto de experiencias personales, y luego de un breve período de prohibición para su filmación —debido a comentarios políticos vertidos por el director contra algunas acciones del gobierno iraní—, esta inició su rodaje en octubre de 2010. A diferencia de otros cineastas de Irán, Farhadi optó por realizar el rodaje en su propio país.
El estreno mundial fue en Teherán el 9 de febrero de 2011 en el Festival Internacional de Cine de Fajr, donde obtuvo, entre otros, los premios al mejor director, mejor guion, mejor actor y mejor actriz secundaria y el premio de la audiencia a mejor película. El 15 de febrero, el 61.er Festival Internacional de Cine de Berlín proyectó la cinta con un inesperado éxito y críticas favorables, convirtiéndose en la primera película de origen iraní en ganar el Oso de Oro como mejor película y los Osos de Plata para mejor actriz y mejor actor. Además, la Asociación de la Prensa Extranjera de Hollywood galardonó a la película en la 69.ª versión de los Premios Globo de Oro en la categoría mejor película en lengua no inglesa misma categoría que premió la Academia de las Artes y Técnicas del Cine de Francia en la 37.º versión de los Premios César.
El 24 de enero de 2012 recibió dos nominaciones a los Premios Óscar en las categorías mejor película extranjera y mejor guion original; luego, en la ceremonia del 26 de febrero recibió el galardón de la Academia a la mejor película extranjera, distinción que la transformó en la primera cinta iraní en alcanzar tal reconocimiento.

## Trama
Nader y Simín —Peyman Moadi y Leila Hatami— han estado casados durante catorce años y viven con su hija de once años llamada Termé y el padre de Nader —Sarina Farhadí y Ali-Asghar Shahbazí—, formando una familia urbana de clase media alta en Teherán. Simín quiere abandonar el país con su esposo e hija, debido a que no quiere que Termé crezca bajo las condiciones prevalecientes en el país. Este deseo no es compartido por Nader, quien se encuentra preocupado de su anciano padre que sufre la enfermedad de Alzheimer. Cuando Nader decide firmemente quedarse en Irán, Simín inicia los trámites de divorcio.
La cinta inicia con los protagonistas ante un juez de familia, quien luego de escucharlos, considera que los problemas de ambos no son lo suficientemente graves como para justificar el divorcio y rechaza la petición de Simín; así, ella abandona a su marido e hija, y regresa con sus padres. Con la recomendación de su esposa, Nader contrata a Razié —Sareh Bayat—, una mujer joven, embarazada y profundamente religiosa proveniente de un barrio pobre, para cuidar a su padre mientras él trabaja en un banco. Razié ha decidido trabajar sin consultarle a su temperamental marido Houjat —Shahab Hoseiní—, cuya aprobación —según la tradición— habría sido necesaria, a pesar de que su familia depende económicamente de este trabajo, dado que su esposo se encuentra cesante y muy endeudado.
Razié decide ir a trabajar con su hija, y mientras realiza las labores que le competen, pronto se siente abrumada con el cuidado del padre de Nader, quien sufre de incontinencia urinaria —patología no mencionada por Nader, quien de hecho tampoco lo sabía—, por lo que decide llamar a una línea telefónica religiosa con el fin de preguntar si sería un pecado o no que ella lo limpiase. Con la seguridad de que sería aceptable, continúa realizando dicha labor, pero luego piensa que debería ser su marido quien llevara a cabo dicho trabajo, sin revelar que ella ya lo había realizado inicialmente. En consecuencia, Nader termina entrevistando y contratando a Houjat, pero el día en que debe comenzar es encarcelado por sus acreedores, por lo que Razié vuelve a trabajar para Nader.
Mientras Razié hace la limpieza, el anciano se escapa de la casa. Razié corre a buscarlo, y lo divisa al otro lado de una carretera muy transitada, mirando con atención los periódicos de un quiosco.
Al día siguiente, Nader y Termé regresan temprano a casa no encontrando a nadie. Al ingresar, Termé descubre que su abuelo se encuentra inconsciente en el piso de su dormitorio con uno de sus brazos atado a la cama. Cuando regresa Razié, sobreviene una discusión entre ella y Nader, y él la echa de la casa, acusándola de haberse apropiado indebidamente de dinero guardado en su habitación —realmente había sido Simín quien, a espaldas de Nader, había extraído el dinero para pagar unas cuentas—. Razié retorna instantes después alegando inocencia, y solicita que se le pague por el día de trabajo. Indignado, Nader expulsa a Razié del departamento. Ella cae por la escalera, y luego se apresura a salir del edificio. La hermana de Houjat llama más tarde a Simín para informarle que Razié está en el hospital, descubriéndose que había sufrido un aborto involuntario. Se le asigna entonces un tribunal para investigar y determinar la causa del aborto y la responsabilidad potencial de Nader: si se demuestra que él tenía conocimiento del embarazo de Razié y el aborto había sido causado por sus acciones, podría ser condenado a una pena de entre uno a tres años. Gran parte de la película gira en torno a este tema. 
Nader acusa a Razié de descuidar a su padre. Un agresivo Houjat se enfrenta físicamente a Nader en varias ocasiones, amenazándolo tanto a él como a su familia y a una profesora de Termé, quien testificó a favor de Nader. Cuando Houjat es expulsado de la sala del juez y mandado a encarcelar —después de exaltarse durante una de las declaraciones de Nader—, Razié revela que él está profundamente deprimido y que tiene pensamientos autodestructivos, por lo que está tomando antidepresivos. 
Más adelante, Nader averigua con la pequeña hija de Razié que la razón por la que su madre estuvo ausente el día en que él llegó a casa temprano fue porque había ido con ella a ver a un médico, algo que Razié no había querido revelar antes. Ello, combinado con el temperamento explosivo de Houjat, hace que Nader se pregunte si quizás aquel abusaba físicamente de Razié, y si ello es la causa de su aborto involuntario.
Termé protege a su padre con una declaración falsa y Simín intenta llegar a un acuerdo financiero con Razié y Houjat, para compensarlos por la pérdida de su hijo. Nader inicialmente está indignado con la propuesta de Simín, toda vez que dicha acción significaría admitir una vergonzosa culpa. Aquí, la moral de todos los personajes entra en tela de juicio, ya que se pone de manifiesto que Nader, efectivamente, mentía sobre el desconocimiento del embarazo Razié y que ella tiene serias dudas sobre si las acciones de Nader fueron las detonantes del aborto. En una escena posterior, la película muestra a Razié confesándole a Simín que después de ver al suegro de ella en el quiosco, fue atropellada por un automóvil en un intento por protegerlo, y que esa misma noche había comenzado a experimentar un gran dolor, lo que probablemente fue el inicio del aborto.
Finalmente, todos —incluso los acreedores— se reúnen en la casa de Razié y Houjat para consumar el pago. Nader, quien aún se encuentra cauteloso respecto a la verdadera causa del aborto de Razié —pero no está claro si sabe realmente que ella fue atropellada—, escribe los cheques y astutamente menciona que se los entregará con la condición de que Razié jure sobre el Corán que sus acciones fueron la causa de su aborto. A pesar de las exhortaciones desesperadas de Houjat, ella no se atreve a hacerlo pues lo considera un pecado. Totalmente abatido, Houjat se quiebra, se golpea con violencia a sí mismo y abandona la casa furioso —el dinero no se paga—. Al retornar Nader y Simin, ven que algo ha impactado en la luna del coche, pudiendo sospecharse que ha sido fruto de la ira de Houjat.
De nuevo en el tribunal de familia, todos se encuentran vestidos de negro, lo que en la cultura persa significa que ha ocurrido un fallecimiento en la familia. La separación de Nader y Simín se vuelve permanente y se le pide a Termé que decida si quiere vivir con su madre o su padre. Ella, con lágrimas en los ojos, dice que ha tomado una decisión pero solicita al juez que le pida a sus padres que esperen fuera de la sala antes de revelarla. En la última escena la pareja aparece esperando en silencio y por separado en el pasillo, lo que da fin a la película sin que el espectador conozca la decisión de Termé.

## Reparto
- Leila Hatami como Simín. La actriz interpreta a una esposa en proceso de separación, papel por el que obtuvo numerosos elogios y reconocimientos en varios festivales, entre los que estuvieron el Oso de Plata a la mejor actriz en la 61.ª Berlinale[1] y una nominación en la misma categoría en el Asian Film Awards.[11]

- Payman Maadi como Nader. El papel de Moaadí es el del esposo que se niega a salir del país y cuyas acciones posteriores son el detonante del gran conflicto que relata la película. Por este rol, recibió el Oso de Plata al mejor actor en la 61.ª Berlinale[1] y una nominación para la misma categoría en el Asia Pacific Screen Awards.[12]

- Shahab Hoseiní como Hoyyat. Este rol es el de un hombre depresivo abrumado por las deudas y el desempleo, que lo vuelve agresivo y manipulador; es el esposo de Razié. Hoseini compartió —junto con Moaadí— el Oso de Plata al mejor actor en la 61.ª Berlinale,[1] además, fue acreedor además del Crystal Simorgh Prize al mejor actor de reparto en el Festival de cine de Fajr.[13]

- Saré Bayat como Razié. La actriz interpreta a una mujer muy religiosa de clase baja que busca trabajo en casa de Nader, quien posteriormente la expulsa de su hogar por un supuesto robo; luego de tener un aborto, acusa al protagonista por agresión. Por su actuación, recibió elogios y reconocimientos en varios certámenes, entre los que estuvieron el Oso de Plata a la mejor actriz en la 61.ª Berlinale —compartido con Hatami—,[1] el Crystal Simorgh Prize por mejor actriz de reparto en el Festival de cine de Fajr y el ALFS Award del círculo de críticos de Londres en la misma categoría.[14]

- Sarina Farhadí como Termé, hija de Nader y Simín. Por el papel recibió el premio FIPRESCI —compartido con Leila Hatamí y Saré Bayat— del Festival Internacional de Cine de Palm Springs.[15]

- Ali-Asghar Shahbazí como el padre de Nader, personaje que sufre de Alzheimer y cuyas acciones detonan parte de los conflictos entre las familias de Nader y Razié. Por esta interpretación, compartió el Oso de Plata al mejor actor en la 61.ª Berlinale junto a Shahab Hoseiní, Babak Karimi y Peyman Moadi.[16]

- Shirin Yazdanbajsh como la madre de Simín.[17]
- Kimia Hoseini como Somayé, hija de Razié y Hoyyat.[17]
- Merila Zareí como la profesora de Termé; en su primera presentación ante el juez declara a favor de Nadir, pero en el transcurso de la película se retracta.
- Babak Karimí como el juez que investiga la acusación que Razié y Houjat realizan en contra de Nadir. Por este rol, compartió el Oso de Plata al mejor actor en la 61.ª Berlinale junto a Shahab Hoseiní, Ali-Asghar Shahbazí y Peymán Moadí.[18]

## Equipo de producción
- Negar Eskandarfar – Productor ejecutivo.[17]
- Asghar Farhadi – Productor.[17]
- Keyvan Moghaddam – Diseño de producción.[17]
- Sattar Oraki – Música original.[17]
- Mohammad Reza Delpak – Mezclador de sonido.[17]
- Reza Narimizadeh – Editor de sonido.[17]
- Mahmood Samakbashi – Sonido.[17]
- Hamid Reza Ghorbani – Director asistente.[17]
- Hayedeh Safiyari – Edición.[17]
- Mahmood Kalari – Fotografía.[17]
- Mehrdad Mirkiani – Maquillaje.[17]

## Producción
La trama de la película surgió de una serie de experiencias personales de Asghar Farhadi y de su propia imaginación. En una entrevista el director señaló que: 

«It’s so hard for me to tell you where the very initial idea came from (...). I can tell you [the ideas] came from very different places, different times. Part of it was my experience (...)»
«Me es muy difícil señalar de dónde proviene la idea central [de la película] (...). Puedo decirte que [la idea] viene de distintos lugares y tiempos. Parte viene de mi propia experiencia (...)»
(Farhadi, en entrevista con Time Out Chicago, 2012).

Una vez que los productores decidieron realizar la película —alrededor de un año antes de su estreno—, finalizaron el guion y lograron rápidamente el financiamiento. El director ha descrito a la película como el «paso lógico» después de su anterior trabajo titulado Darbareye Elly —en español: A propósito de Elly. Al igual que los últimos trabajos de Farhadi, A Separation no tuvo ningún apoyo gubernamental, gracias en parte al éxito de Darbareye Elly y al aporte de $25 000 dólares proveniente del Fondo APSA de la Motion Picture Association.
Farhadi dijo que después de terminar su anterior película, había decidido filmar su siguiente trabajo fuera del país. Sin embargo, durante el proceso creativo de la misma, y a diferencia de otros cineastas de Irán, optó por realizar el rodaje en su propio país; en particular, durante una entrevista señaló:

«After finishing my previous film, I went to work on a script with my lead actor Peymon [Maadi]. I thought that I would leave Iran and for the first time make a movie outside of the country, so I left with my family and Peymon left with his family. Everything was going well on the new project, but things changed one day while visiting a friend. I was standing in his kitchen and heard an Iranian song from his laptop. I don’t know what happened in my heart at that moment, but I asked myself, “What am I doing here?” It was then I decided to go back (...) I talked to my daughter and told her that we had to go back to Iran and that all I knew is that I had an image in my mind about a film, but didn’t know exactly what it was. A few days later I was back in Tehran working on this film without the complete story»
«Después de terminar mi película anterior, me fui a trabajar en un guion con mi actor principal Peymon [Maadi]. Pensé que podría salir de Irán y por primera vez hacer una película fuera del país, así que viajé con mi familia junto a Peymon y la suya. Todo iba bien en el nuevo proyecto, pero las cosas cambiaron un día, mientras visitaba a un amigo. Estaba de pie en su cocina y escuché una canción iraní desde su ordenador portátil. No sé lo que pasó en mi corazón en ese momento, pero me pregunté: "¿Qué estoy haciendo aquí?" Fue entonces cuando decidí volver (...) Hablé con mi hija y le dije que teníamos que regresar a Irán y que todo lo que sabía era que tenía una imagen en mi mente acerca de una película, pero no entendía exactamente lo que era»
(Farhadi, en entrevista con Alo Magazine, 2012).

El equipo de producción rodó la película en escenarios interiores y exteriores de Teherán, mientras que la producción recreó una sala en una escuela abandonada para las tomas realizadas en el tribunal. En septiembre de 2010, el Ministerio de Cultura y Orientación iraní le prohibió a Farhadi la realización de la película a causa de un discurso realizado durante una ceremonia de premiación en la que expresó su apoyo a varias personalidades del cine iraní, entre las que estaban Mohsen Makhmalbaf —un cineasta exiliado y perteneciente a la oposición— y Jafar Panahi —preso político—, que el Estado conectaba con el Movimiento verde de Irán. El gobierno levantó la prohibición a comienzos del mes de octubre, después que Farhadi se disculpara y afirmara que había sido malinterpretado.

## Estreno
El estreno de la película fue el 9 de febrero de 2011 en el 29.º Festival de Cine de Fajr realizado en Teherán. Seis días más tarde participó en la sección competitiva oficial de la 61.ª edición del Festival Internacional de Cine de Berlín —Farhadi ya había competido en la edición 2009 del festival con About Elly, con la que alcanzó el Oso de Plata al mejor director. El estreno en Asia ocurrió el 23 de marzo en el Festival de cine de Hong Kong (HKIFF), mientras que en América Latina el estreno fue el 17 de abril en el Festival de cine de Buenos Aires (BAFICI).
Respecto a su distribución, Filmiran la realizó para el caso de Irán, que la estrenó comercialmente el 16 de marzo de 2011; en este país, la película fue la tercera con mayor recaudación del año tras Vorood-e-Aghayan Mamnoo y Ekhrajiha 3. Los derechos de distribución para el Reino Unido fueron adquiridos por Artificial Eye, que realizó su estreno el 1 de julio de 2011 en 23 salas; durante su primer fin de semana recaudó $89 256 dólares. En Estados Unidos, la distribución recayó en Sony Pictures Classics, que planificó un estreno de carácter limitado el 30 de diciembre de 2011 en 3 cines, recaudando $59 481 dólares en su primer fin de semana.
Dentro del circuito europeo, la película tuvo gran aceptación en Francia luego de su estreno el 8 de junio en 105 salas y, tras disfrutar de un apoyo de la crítica casi unánime, alcanzó un éxito inmediato y alcanzó una recaudación de $1 408 315 dólares durante su primer fin de semana, para superar luego los 500 000 espectadores en menos de un mes. En virtud de las cifras, las salas en dicho país aumentaron sostenidamente hasta llegar a las 240 durante la segunda semana de julio, alcanzando una asistencia de 903 737 personas después de 15 semanas de exhibición, y un total de 967 000 espectadores al salir de cartelera. En Alemania, la película fue distribuida por Alamode Film, que la estrenó comercialmente el 14 de julio de 2011 en 50 salas, alcanzando en su primer fin de semana una recaudación de $217 948 dólares.

## Recepción
La crítica internacional aclamó la cinta, y tuvo al 2 de mayo de 2012 una calificación del 99% en Rotten Tomatoes —basado en 140 comentarios— y un metascore de 95 en Metacritic —basado en 41 críticas—, lo que la ha transformado en una de las películas de mejor recepción del año 2011.

### Respuesta de la crítica
A Separation apareció en numerosos listados top diez a las mejores películas de 2011 que elaboraron diversos críticos especializados. En este contexto, varios de ellos la consideraron como la mejor del año, como por ejemplo Michael Lerman, director artístico de The Philadelphia Film Society, Joe Morgenstern de The Wall Street Journal y Roger Ebert del Chicago Sun-Times, entre otros; además, ocupó el segundo lugar en las votaciones anuales de críticos realizadas por Sight & Sound y LA Weekly, y el sondeo anual de críticos que realizó por indieWire la situó en la tercera posición, cuarta en la realizada por Film Comment, y quinta en la de Paste Magazine.
The Guardian la describió como «un drama complejo, doloroso y fascinante», que Farhadi transforma «con potencia y delicadeza (...) en una tragedia contemporánea», y The Wall Street Journal la calificó como una película «apasionante algo emparentada con "Kramer vs. Kramer"» donde los miembros del elenco «representan en conjunto, a la actuación naturalista en su máxima expresión».
En España, El País afirmó que la cinta «(...) te contagia la tensión y el drama de sus equívocos personajes, [y] te transmite con enorme talento la complicación emocional que rodea a comportamientos que parecían lineales»; mientras que en América Latina, El Mercurio de Chile la catalogó como una arriesgada y compleja apuesta, y La Nación de Argentina destacó su capacidad para mostrar «una impactante mirada a la sociedad [iraní]».

### Premios y nominaciones
La película recibió alrededor de 90 nominaciones a diferentes premios ganando 65 de ellos. A continuación se reproduce un listado con algunos de los galardones por los cuales la película compitió.
| Año  | Premio       | Categoría                                        | Receptor(es)     | Resultado |
| ---- | ------------ | ------------------------------------------------ | ---------------- | --------- |
| 2012 | Óscar        | Mejor película extranjera                        | Asghar Farhadi   | Ganador   |
| 2012 | Óscar        | Mejor guion original                             | Asghar Farhadi   | Nominado  |
| 2012 | Globo de Oro | Mejor película en lengua no inglesa              | Asghar Farhadi   | Ganador   |
| 2012 | BAFTA        | Mejor película de habla no inglesa               | Asghar Farhadi   | Nominado  |
| 2012 | César        | Mejor película extranjera                        | Asghar Farhadi   | Ganador   |
| 2011 | Berlinale    | Oso de Oro                                       | Asghar Farhadi   | Ganador   |
| 2011 | Berlinale    | Premio del Jurado Ecuménico                      | Asghar Farhadi   | Ganador   |
| 2011 | Berlinale    | Jurado lector del «Berliner Morgenpost»          | Asghar Farhadi   | Ganador   |
| 2011 | Berlinale    | Oso de Plata a la mejor interpretación masculina | Elenco masculino | Ganador   |
| 2011 | Berlinale    | Oso de Plata a la mejor interpretación femenina  | Elenco femenino  | Ganador   |